# Francesco Canova
Francesco Canova (Schio, 21 marzo 1908 – Padova, 25 luglio 1998) è stato un medico e missionario italiano, precursore del volontariato internazionale.

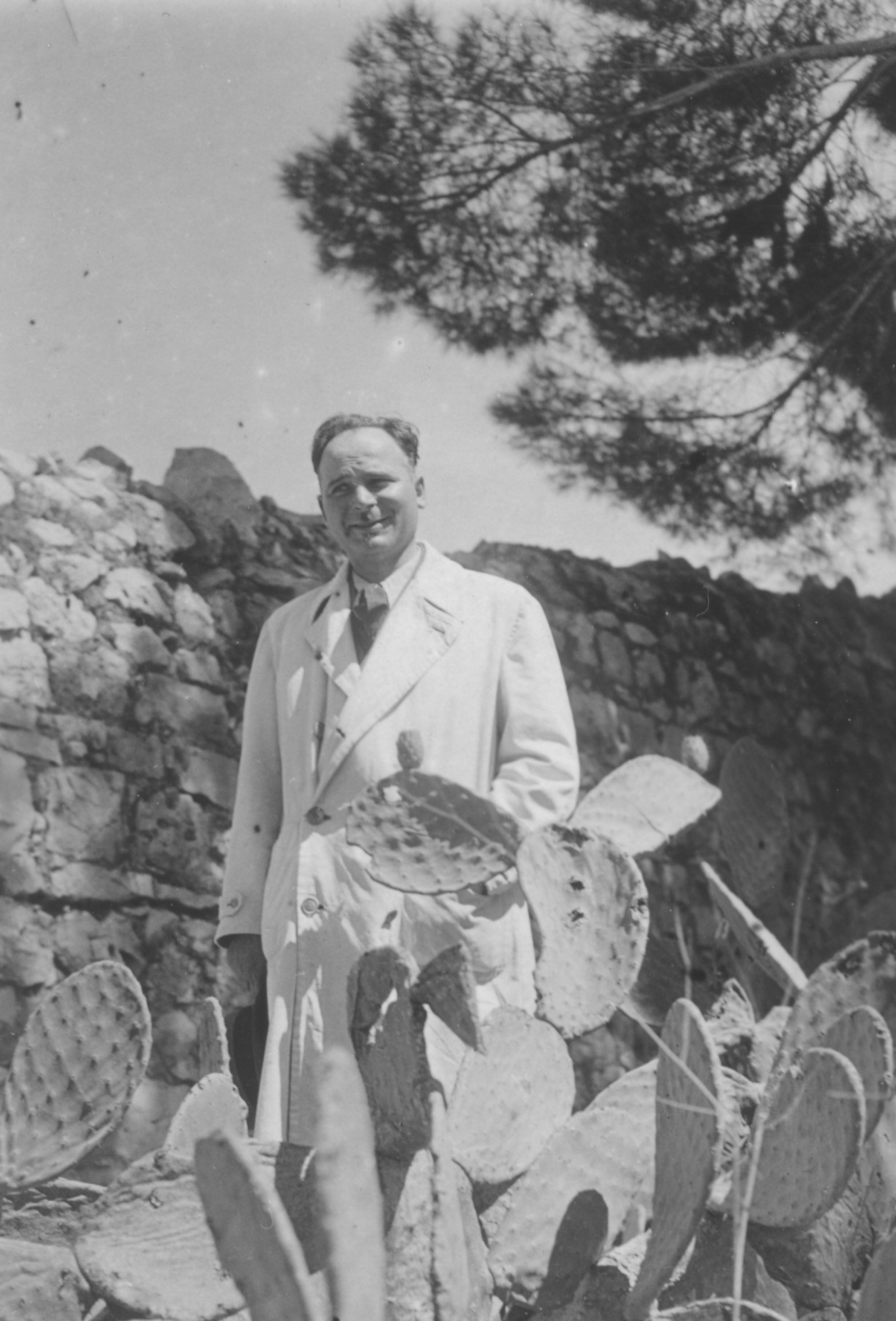
Francesco Canova durante la prigionia - Emmaus, 1942

Attivo in Palestina dal 1935 al 1947, in seguito si è dedicato alla sua opera, creata nel 1950, e che si chiama Medici con l'Africa Cuamm che, a oggi, ha inviato nei Paesi poveri, e soprattutto in Africa, 1400 volontari del personale sanitario.

## Biografia

### Origini
Francesco Canova nacque a Schio nel 1908. I suoi genitori lavoravano nella fabbrica Lanerossi. Aveva una sorella tre anni più piccola di lui, Corina. Il padre, Giovanni, emigrato in America e poi divenuto operaio specializzato, morì quando Canova aveva nove anni. La famiglia divenne poverissima. La madre, Dalila, fu assunta come governante dai Marzotto che aiutarono i due fratelli negli studi.

### Giovinezza e percorso di studio
Nel 1917 a Canova fu riconosciuta una borsa di studio e frequentò il liceo, prima nel Collegio Don Bosco di Treviglio (Bergamo), e poi nel Collegio di Celana (Bergamo). Nel 1927 Canova si iscrisse alla facoltà di medicina e chirurgia a Padova. In seguito, divenne membro della Fuci, la Federazione degli universitari cattolici italiani, nella quale lavoravano Giovanni Battista Montini (il futuro Paolo VI), come assistente nazionale, e Igino Righetti, come presidente. Per mantenersi agli studi ricoprì il ruolo di assistente agli studenti del Collegio Gregorio Barbarigo di Padova. Nel 1929 Canova prese parte alla creazione di un gruppo caritativo, denominato San Vincenzo, presso il circolo Fuci di Padova, che si occupava della cura delle famiglie povere del quartiere Portello. Questa esperienza fu importante per lui perché segnata dall'incontro con la donna con cui avrebbe condiviso la sua vita, Regina Dal Zio, detta Reginetta. Nel 1931 venne chiamato dal Gruppo universitario fascista (GUF) e obbligato a scegliere tra il GUF e la Fuci. Canova e Reginetta, di comune accordo, decisero di rimanere alla Fuci. Nel luglio del 1933 si laureò in Medicina con il massimo dei voti, ma senza lode (probabilmente per motivi politici) con una tesi avente ad oggetto la trasfusione del sangue. La sua prima occupazione fu come assistente presso l'ospedale di Lendinara, Rovigo. Il 1933 fu un anno fortunato sia per il suo primo impiego che per più mirati progetti di coppia:i due si promisero di partire insieme in missione.

### Gli anni in Palestina (1935-1947)
I dodici anni in Medio Oriente costituirono per Canova un patrimonio dal quale ricaverà immagini in ogni occasione della sua vita futura.

#### Prima partenza per il Medio Oriente
La prima idea concreta di andare in missione venne a Canova, probabilmente, durante il Congresso missionario nazionale che si tenne a Padova e al quale egli partecipò con un gruppo di Fucini. Subì l'influenza di un gruppo denominato Unione medici missionari italiani, nato a Padova, nel 1933, il cui promotore era Deodato Desenzani. Quest'ultimo iillustrò a Canova la sua idea di coinvolgere nella sua impresa gli studenti della facoltà di medicina di Padova.
Canova lesse su L'Avvenire d'Italia un articolo nel quale Fausto Tesio annunciava la costruzione di un ospedale "italiano" a El-Kerak, destinato alla cura dei beduini. Dopo aver scritto a Tesio che lo mise in contatto con i responsabili della costruzione dell'ospedale, riuniti nell' "Italica Gens" (ramo sanitario dell'Associazione nazionale per soccorrere i missionari italiani - ANSMI), nel 1935 firmò un contratto per tremila lire al mese. All'inizio dell'anno partì per la Giordania, promettendo a Reginetta che sarebbe tornato a riprenderla per poi ripartire insieme. Canova fu direttore e primario medico dell'ospedale di El-Kerak per quasi cinque anni, fino a giugno del 1940. Egli non voleva morti nel suo ospedale e ce la metteva tutta per far andare via i malati guariti. Inoltre, imparò presto che quella popolazione araba guardava al medico come a un mago o a uno stregone che tutti i mali doveva non solo poter sanare, ma anche sapere indovinare senza che il paziente manifestasse le sue sofferenze. L'ospedale si avviò bene e in pochi mesi tutte le stanze erano piene.

#### Matrimonio e seconda partenza per El-Kerak
Nel 1936 rientrò in Italia e il suo matrimonio con Reginetta fu celebrato il 23 gennaio dello stesso anno. Gli sposi rinunciarono al viaggio di nozze perché in quel periodo c'erano le sanzioni contro l'Italia e pochissimi treni viaggiavano. Si sposarono con meno di cinquecento lire in tasca che si ridussero a trecento quando i due partirono per El-Kerak ai primi di marzo, insieme anche alla madre di lui, Dalila. Canova si sentiva di aver realizzato il suo sogno di dedicarsi alle popolazioni prive di medici e inoltre le sue esperienze sul campo lo prepararono a comprendere quali sarebbero state le difficoltà a cui sarebbero andati incontro circa vent'anni o o trent'anni dopo i medici da lui inviati. Egli visse felicemente quel periodo al El-Kerak sia per la presenza di memorie bibliche nel territorio che abitava (da fervido cristiano quale era), che per la possibilità di gestire l'ospedale. Fu allietato dalla presenza della donna amata, con la quale fin dal primo arrivo, passando per Gerusalemme, andò a visitare il Santo Sepolcro, e la Grotta a Betlemme. Reginetta approfittò della possibilità di effettuare ricerche sul campo di epigrafi greche o pietre tombali molto antiche, per occupare meglio il suo tempo durante il suo soggiorno in Palestina e curò anche alcune pubblicazioni sulla materia. Gli anni dal 1936 al 1939 furono gli anni più belli per la coppia in missione, e per arricchire il loro vagone di esperienze.

#### Terza partenza per El-Kerak
Nel 1938 Canova rientrò per un breve tempo in Italia per la nascita della prima figlia, Maria Giordana, dopo che Reginetta era già tornata nel dicembre del 1937 lasciando il marito in compagnia di Lupo, una lupa che era stata trovata da lui stesso quand'era cucciola. Canova ritornò al El-Kerak raggiunto poco dopo dalla famiglia, ma verso la fine del 1939 Reginetta, Maria Giordana e Dalila rientrarono in Italia, lasciandolo solo in Palestina.

##### Guerra e internamento nei campi di concentramento
Gli anni felici della coppia terminarono con l'arrivo della seconda guerra mondiale, nei mesi a cavallo tra il 1939 e 1940. Il 10 giugno 1940 l'Italia entrò in conflitto come nemica della Gran Bretagna, e dal momento che Canova si trovava in territorio sotto Mandato Britannico, venne fatto prigioniero. Inoltre, gli inglesi requisirono l'ospedale "italiano" di El-Kerak e inviarono Canova in cinque campi come internato civile, destinato a prestare assistenza medica agli altri internati civili italiani e stranieri. L'internamento gravò soprattutto sulla comunicazione tra lui e Reginetta. Il periodo dell'internato andò da giugno del 1940 all'inizio del 1944. Ma egli doveva anche occuparsi della popolazione palestinese che viveva intorno ai campi o in altri. Canova non subì mai maltrattamenti o costrizioni fisiche. Il lavoro nei campi era discontinuo e spesso ebbe il permesso di raggiungere Gerusalemme per qualche incontro con Donato Baldi per approfittare della sua ricca biblioteca nella quale si cimentò come moderno lettore della Bibbia.
Si dedicò al lavoro nei campi con una passione totale, sperimentando la vicinanza a ogni tipo umano e realizzando scoperte sull'umanità con cui venne a contatto. Nel marzo del 1944 gli internati italiani nei campi del Mandato Britannico per la Palestina furono liberati, ma non poterono lasciare la nazione. L'ospedale a El-Kerak cui era assegnato era ancora sotto sequestro degli inglesi. Ottenne l'autorizzazione a stabilirsi a Gerusalemme esercitando la professione di medico fino all'inizio del 1946. I francescani gli affidarono l'infermeria del Convento di San Salvatore ed egli poté così sperimentare nuovamente l'esercizio medico affiancato dalla sua vocazione di aiuto ai bisognosi.

#### Primo rientro in Italia dopo la guerra
Nel gennaio 1946 rientrò a Padova e riabbracciò dopo sei anni Reginetta e la figlia. Rimase in Italia fino a tutto agosto, e poi ritornò a Gerusalemme. Di tale soggiorno si ha solo qualche testimonianza in uno dei suoi libretti.

#### Definitivo rientro in Italia
Nel marzo 1947 Francesco Canova rientrò definitivamente a Padova, dove presto diede origine alla sua "creatura", il Cuamm. Nel 1949 nacque la seconda figlia:Anna.

### Primo periodo dopo il rientro e fondazione del Cuamm
Pochi mesi dopo il suo rientro, Canova divenne assistente presso il reparto sanatoriale dell'Ospedale Civile di Padova e fu anche assistente volontario del centro studi del Cnr per la chemioterapia presso l'Università di Padova. Inoltre, grazie a quello che fu il patrimonio acquisito sul campo, sul piano dell'osservazione medica di malattie quali la malaria o la tubercolosi, ottenne la libera docenza all'Università di Padova in Clinica delle malattie tropicali e subtropicali. Una seconda libera docenza in Patologia speciale medica e metodologia clinica arrivò nel 1952. Inoltre, sempre in quest'ultimo anno, fu assunto come Primario medico di Pneumologia dall'Ospedale di Bassano del Grappa, ruolo che svolgerà fino alla pensione che arrivò nel 1978. Ma Canova, non rinunciò mai alla sua idea originaria di formare medici da inviare in missione, e a tal proposito, continuò a coltivare rapporti epistolari con padre Agostino Gemelli e riprese contatti in Padova. Fu eletto presidente del locale circolo del Mmcc (Movimento missionario classi colte) e segretario del Umni (Unione medico-missionaria italiana). Nel 1949 arrivò a Padova un nuovo vescovo, Girolamo Bortignon, al quale Canova il 2 novembre dello stesso anno chiese se fosse possibile realizzare in Padova un collegio che contribuisse alla formazione di studenti di medicina, sia italiani che stranieri, desiderosi di esercitare la professione in missione. Il vescovo acconsentì, affiancando a Canova due sacerdoti di sua nomina e proponendogli di riaprire il Collegio Tornacense, di proprietà della diocesi. Canova mirava alla formazione di individui intenzionati a partire per le "terre di missione" ma restando laici, sposandosi, se lo volevano, ed esercitando la professione medica con regolare contratto. Nel 1950 nacque a Padova il Cuamm (Collegio universitario aspiranti medici missionari) e Canova ne era il segretario. Il collegio fu inaugurato il 3 dicembre. Egli manterrà sempre una continua corrispondenza con i medici inviati in missione, ponendo sempre domande per sapere e capire mondi lontani, con i quali non verrà mai a contatto, ma che lo interesseranno nel profondo. Inoltre, fornì sempre consigli e appoggio a tutti, dimostrando una grande apprensione e attenzione nei loro confronti. La minuta delle sue lettere è conservata nell'ottimo archivio storico del Cuamm.

### Ideale umanistico e cristiano in medicina
Canova aveva la sua idea umanistica e cristiana dell'arte del medico ed essa venne a piena maturazione nella stagione di Papa Roncalli e del Vaticano II. Vedeva la medicina come un'alleata del cristianesimo e considerava quella del medico come una professione fortunata per un cristiano, ma ancor prima per un uomo o per una donna. Egli affermava infatti che "la vita del medico missionario è bella anche da un punto di vista semplicemente umano". Canova è forse la più convincente figura di medico cristiano che abbiamo avuto in Italia nel secolo scorso. Vedeva in Gesù di Nazaret che percorre la Galilea, la Samaria e la Giudea "l'esemplare più perfetto del medico" e si professava felice per aver colto quell'aspetto della figura di Cristo. "Servire Dio nel prossimo attraverso l'esercizio esemplare della medicina" fu il motto e l'idea guida di Canova. "Per lui l'arte medica era l'arte di consolare" disse la figlia Giordana. Egli rappresentò quel medico che intese curare il malato e non la malattia, e si propose di entrare quindi in un rapporto di scambio da simile verso simile con il malato, con il quale amò parlare. Elaborò una convinzione concludendo che il 70% dei malati sono accusati di scontentezza e in questi casi la parola del medico poteva essere l'unico farmaco appropriato. Il Cuamm fu fondato da lui per dar gloria a Dio, attraverso la pietà degli uomini. La sua compassione umana e medica trovarono un riscontro epocale negli anni di Papa Roncalli.
Papa Giovanni, il Concilio e la prima fase del Pontificato di Paolo VI segnarono l'identificazione di Canova con l'ufficialità ecclesiale. La decolonizzazione comportò molti cambiamenti configurando la Chiesa cattolica come Chiesa Mondiale, ma anche grandi novità per il volontariato internazionale e le missioni. Nel 1964 Canova si adoperò in prima persona insieme a Don Luigi Mazzucato, allora già direttore del Cuamm, rimasto in carica fino al 2008, e Anacleto Dal Lago, medico Cuamm che seguì l'iniziativa da Nairobi, con l'aiuto del vescovo Bortignon, e con il coinvolgimento dell'Università di Padova, del Governo italiano e di quello del Kenya, per avviare una facoltà di medicina presso l'Università di Nairobi. Dal Lago divenne il primo docente di Anatomia Umana nel Medical College di Nairobi che fu inaugurato nel 1967.
Negli anni del Concilio il Cuamm era ormai una realtà affermata e conosciuta, ma più dai vescovi che venivano dal terzo mondo che non da quelli italiani. Un vescovo missionario in Cile, Bernardo Cazzaro, intervenendo al Concilio il 1º ottobre 1964, citò il Cuamm come esempio di promozione della partecipazione dei laici all'opera missionaria della Chiesa. Il vescovo di Padova, Girolamo Bortignon, interpellò il medico Canova come consulente per dare risposta a un'inchiesta della Curia Romana riguardante il "Decreto del Vaticano II sulla formazione dei sacerdoti". Canova consigliò di introdurre nei seminari la possibilità di esercitare qualche sport anche a carattere agonistico per evitare che la vita di studio e di pietà del seminarista lo inducesse a guardare con eccessiva insistenza entro se stesso. Più importante fu il passaggio sulla sessualità che segnalava come Canova percepisse l'insufficienza della tradizionale formazione al celibato: suggerì, infatti, un'istruzione sessuale affidata a un medico sposato e possibilmente con numerosa famiglia che potesse far intendere ai seminaristi come un giovane uomo, sano, normale e solo, si possa trovare in uno stato di disagio che solo la prudenza, la volontà e soprattutto la Grazia riescono a sanare.
Francesco Canova fu spontaneamente cittadino del mondo e si ispirò in questo sentimento a Giovanni XXIII. Gli anni caldi tra 1968 e il 1971, turbarono l'animo di quell'uomo che non aveva mai avuto problemi a sentire ogni patria come propria, ma il sentimento del dramma fu così forte da lasciarlo in bilico nella valutazione delle sofferenze dell'Europa e quelle del Biafra, che era allora a metà della catastrofica e breve indipendenza dalla Nigeria. Quegli anni apportarono anche novità nella vita del Collegio che, però, non gli fecero perdere quella carica vitale che lo caratterizzava, e riuscì ad accettare qualche decisione meno condivisa. Infine, bisogna riconoscere la naturalezza con cui Canova si fece promotore del volontariato femminile, un'intuizione che allora era sconosciuta in Italia, ma che presto ebbe una sorprendente fioritura in ogni terra. Il felice rapporto con Reginetta e la crescita delle figlie aiutarono Canova a farsi padre di ogni dottoressa che passava per il Cuamm, adozione che estese come d'impulso anche alle mogli dei medici che furono sul campo.

### Ultimi anni e la morte
L'età che avanzava non lo rattristò. Egli decise di compiere un passo indietro nella gestione delle attività del Cuamm e questo gli permise di contribuire all'impresa collettiva senza responsabilità. Nel 1975 vi fu la celebrazione del XXV anniversario della nascita del Cuamm e Canova tenne un intervento di rievocazione. Lo sganciamento operativo si fece più deciso con la morte di Reginetta che avvenne nel 1977 e dopo il pensionamento dall'Ospedale di Bassano del Grappa, un anno dopo. Dedicò la sua anzianità al soccorso dei semplici, come i poveri della parrocchia, e dei tanti che vivendo soli chiamavano a Telefono Amico, con cui collaborò personalmente. Inoltre, la personale "conquista della semplicità" divenne per lui un'impresa di vita. Canova non realizzò mai un completo ripiegamento dagli impegni pubblici e associativi:continuò a dirigere la rivista del Cuamm, I Quattro Venti, compito che svolse dal 1965 fino al 1997, e continuò a operare in ambito universitario. Canova non amò di norma affrontare questioni politiche. Egli proseguì, a tempo pieno, nell'esercizio di quella funzione ispiratrice e di indirizzo per le persone che entravano in contatto con lui, coltivando sempre quell'idea vitale e operativa dell'ottimismo. Si può immaginare come egli nella matura serenità colloquiasse a lungo con Reginetta, senza la quale visse ventuno anni, e si dimostrò sereno come se lei gli fosse sempre accanto. Nel 1983 incontrò Giovanni Paolo II durante l'udienza speciale concessa al Cuamm dal Pontefice in occasione dell'Anno Santo. Nel 1988 festeggiò con la famiglia e gli amici del Cuamm i suoi ottant'anni. Nonostante l'età avanzata continuava a scrivere, passione che da sempre lo aveva accompagnato, e intessere rapporti epistolari con i medici missionari. Francesco Canova morì a Padova il 25 luglio 1998 all'età di novant'anni.

## Scritti principali e pubblicazioni
Canova fu uno scrittore nato. Amava la brevità e l'aforisma, lo attiravano i paradossi. Egli assicurò che si sentiva più medico che scrittore. Ma sta di fatto che oltre ai saggi relativi alle sue specializzazioni (patologia medica e clinica) pubblicò 33 volumi e volumetti di medicina divulgativa e di accompagnamento alle varie età della vita, insieme ad altri di pedagogia cristiana.
Tra i più importanti:
- Salute, dono e conquista: norme d'igiene e di medicina preventiva, (Gregoriana, Padova, 1936)
- Il malato e le malattie, (Gregoriana, Padova, 1952)
- Vita breve di un medico missionario, (Marietti, Torino, 1962)
- Malattie tropicali (con Bruno Breschi), (Piccin, Padova, 1967)
- Enciclopedia di cultura medica per tutti: 2100 voci, 400 illustrazioni, (SEI, Torino, 1967)
- Seguendo il bambino dalla nascita ai sei anni: ritmi di sviluppo e condotte educative, (Edizioni Paoline, Roma, 1973)
- Il medico in famiglia:igiene dell'età evolutiva, (Edizioni Paoline, Roma, 1974)
- Salute mentale e controllo dell'ansia, (Elle Di Ci-Leumann, Torino, 1977)
- Ottimismo per pessimisti, (Elle Di Ci, Asti, 1979)
- La stagione dei frutti: rischi e valori della terza età, (Edizioni Paoline, Roma, 1982)
- L'ansia: madre e matrigna, Edizioni San Paolo, (Cinisello Balsamo, 1988)
- Simpatia per Cristo Gesù, Edizioni San Paolo, (Cinisello Balsamo, 1998)

Canova produsse, inoltre, uno scritto autobiografico, che dedicò alle figlie, dal titolo Vita con vostra madre, inedito di 12.284 parole, senza data, probabilmente steso dopo la morte di Reginetta e conservato dalle figlie Giordana e Anna.